# Našiměřice
Našiměřice település Csehországban, a Znojmói járásban. Našiměřice Olbramovice, Bohutice, Miroslavské Knínice, Trnové Pole és Suchohrdly u Miroslavi településekkel határos. Lakosainak száma 204 fő (2024. január 1.).

## Népesség
A település lakosságának változását az alábbi diagram mutatja:
| Lakosok száma | 441  | 418  | 448  | 302  | 279  | 211  | 212  | 211  | 204  | 204  |
|               | 1869 | 1890 | 1921 | 1950 | 1980 | 2001 | 2017 | 2019 | 2022 | 2024 |